# Mahamadou Diarra (Fußballspieler, 1981)
Mahamadou „Djila“ Diarra (* 18. Mai 1981 in Bamako) ist ein ehemaliger malischer Fußballspieler.

## Karriere
Diarra spielt im Mittelfeld und war neben Juninho zu einem Schlüsselspieler bei Olympique Lyon geworden. Er wechselte vor der Saison 2006/07 zu Real Madrid. Im Januar 2011 wechselte er zum AS Monaco in die französische Liga, doch nach dem sportlichen Abstieg verließ er den Verein wieder. Im Februar 2012 schloss sich der zuletzt vereinslose Diarra dem FC Fulham an, bei dem er einen Vertrag bis zum Saisonende erhielt. Nachdem er im Sommer 2013 erneut vereinslos geworden war, wurde er am 25. März 2014 wieder vom FC Fulham verpflichtet, um den Verein im Abstiegskampf zu unterstützen. Den Abstiegskampf hatte der FC Fulham verloren und Diarra den Verein wieder verlassen.

## Erfolge/Titel
- Französischer Meister: 2003, 2004, 2005, 2006
- Trophée des Champions (Französischer Supercup): 2003, 2004, 2005
- Spanischer Meister: 2007, 2008
- Spanischer Supercup: 2008